# Garrett Uekman
Garrett Uekman (né le 22 juin 1992 à Little Rock et mort le 21 novembre 2011) est un joueur américain de football américain.

## Joueur

### Lycée
Uekman naît de l'union de Danny et Michelle Uekman à Little Rock. Il entre à la Catholic High School de Little Rock. Il est alors sous les ordres de l'entraîneur Ellis Register. En 2008, il reçoit cinquante-quatre passes et inscrit cinq touchdowns. Lors de sa dernière année lycéenne, il effectue cinquante-six réceptions pour 600 yards et six touchdowns. Le site Rivals.com le classe au vingt-troisième rang des tights end du pays et à la cinquième place des joueurs de l'Arkansas. Il est même nommé dans l'équipe de l'État de l'Arkansas par l'Associated Press.
De grandes universités montrent un intérêt à le recruter comme les universités d'État de Louisiane, d'Auburn, Louisville, Mississippi, Nebraska, Arkansas ou encore de l'Alabama. Il choisit de s'inscrire à l'université de l'Arkansas.

### Université
En 2010, Uekman intègre l'équipe des redshirt de l'université où pendant une saison, il perfectionne son jeu. La saison suivante, il fait ses premiers pas en NCAA et apparaît lors de neuf matchs, ratant seulement ceux contre Auburn et Vanderbilt.

## Décès
Le 21 novembre 2011, Garrett Uekman s'éteint à l'âge de dix-neuf ans. Il est découvert le lendemain, dans sa chambre d'étudiant.

## Palmarès
- Équipe de l'Arkansas 2009 (niveau lycée) selon l'Associated Press
- Inscrit au Razorback Honor Roll de 2010 pour son travail sérieux